# Chtchara

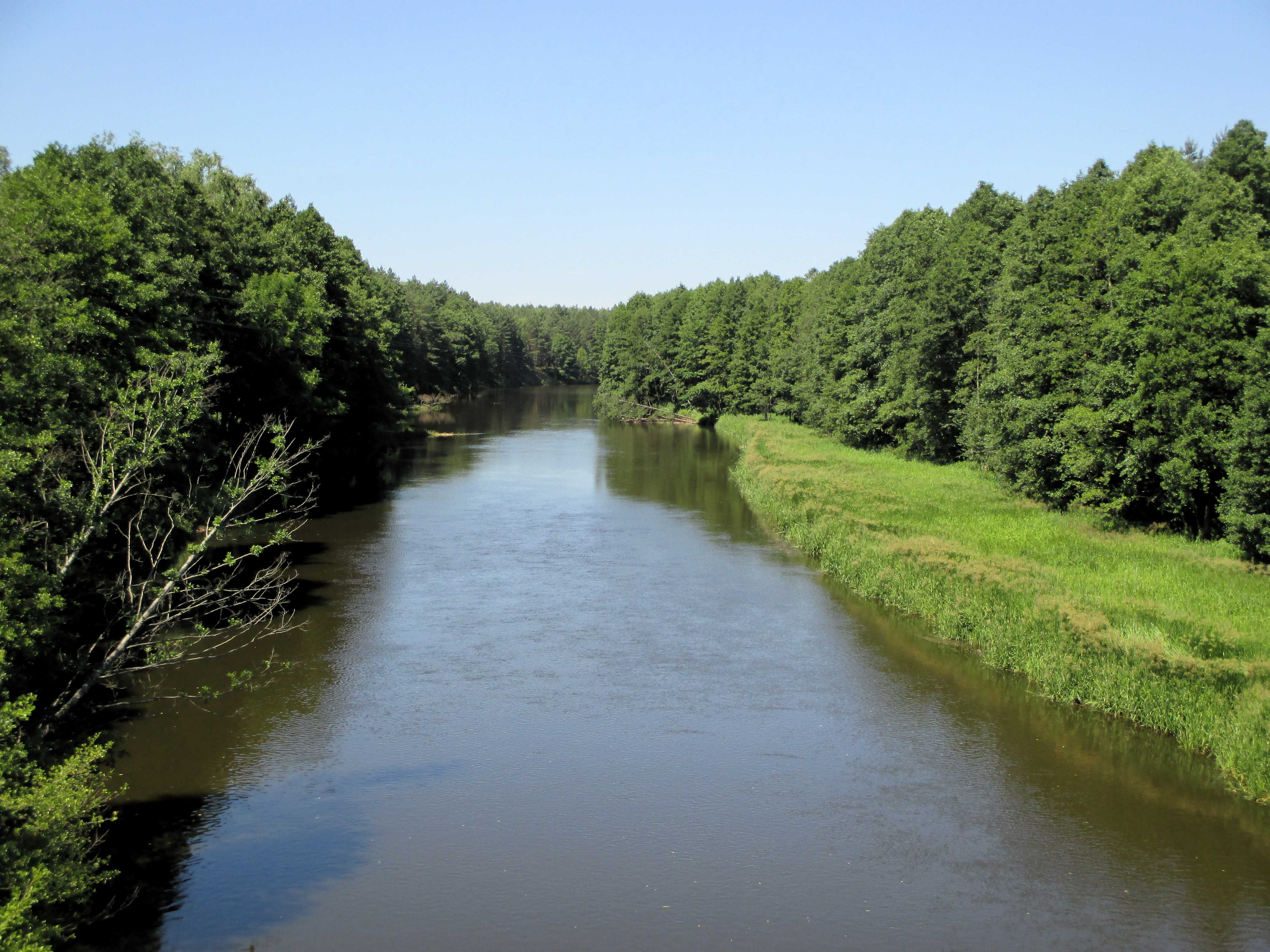
La Chtchara à Masty

La rivière Chtchara (en biélorusse : Шчара ; en russe : Щара) est un cours d'eau de Biélorussie, et un affluent gauche du Niemen.

## Géographie
La Chtchara est longue de 325 km. Elle arrose les voblasts de Hrodna et de Brest et draine un bassin de 9 990 km2. Son débit moyen, mesuré à 63 km en amont de l'embouchure est de 31 m3/s. Elle a un régime nival avec de hautes eaux entre février et mai.
La Chtchara arrose la ville de Slonim.

## Source
- Grande Encyclopédie soviétique